# José Julián Gaviria
José Julián Gaviria Román (Bogotá, 8 de abril de 1995) es un actor y cantante colombiano, reconocido por su participación en producciones de televisión colombianas como El auténtico Rodrigo Leal, La mujer en el espejo, Floricienta, Sin vergüenza, Dulce amor,La esclava blanca, El Bronx y El Cartel de los Sapos: el origen. Además, ha participado en más de sesenta anuncios publicitarios.José Julián Gaviria estudió producción musical y se desempeña como director, productor y musicalizador.

## Filmografía

### Televisión
| Año       | Título                                | Personaje                         | Rol                    | Canal                       |
| --------- | ------------------------------------- | --------------------------------- | ---------------------- | --------------------------- |
| 2025      | Delirio                               | Joaquín “Joaco”Londoño Portulinos | Reparto                | Netflix                     |
| 2024      | Devuélveme la vida                    | Abelardo Azcárate                 | Reparto                | Caracol Televisión          |
| 2022-2024 | Siempre fui yo                        | Felipe Diaz "Pipe"                | Reparto                | Disney+                     |
| 2022      | Las Villamizar                        | Pedro José Velázquez              | Reparto                | Caracol Televisión          |
| 2022      | Primate                               | Barman                            | Reparto                | Prime Video                 |
| 2021      | El Cartel de los Sapos: el origen     | Felipe Villegas Montes            | Reparto                | Netflix                     |
| 2019      | Enfermeras                            | Dr. Arturo Cendales               | Participación Especial | Canal RCN                   |
| 2019      | La casa de colores                    | Jota                              | Reparto                | Teleantioquia               |
| 2019-2022 | El Inquisidor                         | Andrés Erazo                      | Reparto                | Señal Colombia              |
| 2019      | Córdova 'un general llamado arrojo'   | Daniel O'leary                    | Reparto                | Teleantioquia               |
| 2019      | El Bronx                              | Andrés Cárdenas                   | Protagonista           | Caracol Televisión          |
| 2017      | La ley del corazón                    | Manolo Granada                    | Participación Especial | Canal RCN                   |
| 2016      | Yo soy Franky                         | Prototipo 0NC3 "Once"             | Reparto                | Nickelodeon (Latinoamérica) |
| 2016      | La esclava blanca                     | Jaime Arturo López                | Reparto                | Caracol Televisión          |
| 2015-2016 | Dulce amor                            | Lucas Gutiérrez                   | Co-protagònico         | Caracol Televisión          |
| 2014-2015 | En la boca del lobo                   | Ricky                             | Reparto                | UniMás                      |
| 2014      | Tu voz estereo                        | Eduardo / Felipe                  | Varios personajes      | Caracol Television          |
| 2012-2013 | ¿Quien eres tu?                       | Lucas Esquivel                    | Reparto                | Telefutura                  |
| 2012      | Amor de carnaval                      | Joven Andie                       | Reparto                | Caracol Television          |
| 2011-2012 | Amo de casa                           | Diego López                       | Reparto                | Canal RCN                   |
| 2011      | Mujeres al limite                     | Adrián / Abel / Felipe            | Varios personajes      | Caracol Television          |
| 2010      | Niñas mal                             | Agustín "Tin" Linares             | Reparto                | MTV Latinoamérica           |
| 2010      | Doña Bella                            | Manuel Segovia                    | Reparto                | Canal RCN                   |
| 2007-2008 | Victoria                              | Martín Acosta                     | Reparto                | Telemundo                   |
| 2007      | Sin vergüenza                         | Vicente                           | Reparto                | Telemundo                   |
| 2006-2007 | Floricienta                           | Tomás Fritzenwalden               | Reparto                | RCN Televisión              |
| 2004-2005 | La mujer en el espejo                 | Nachito                           | Reparto                | Telemundo                   |
| 2003-2004 | El auténtico Rodrigo Leal             | Nachito                           | Reparto                | Caracol Television          |
| 2002      | Historia de hombres solo para mujeres |                                   | Reparto                | Caracol Television          |
| 2000-2001 | Padres e hijos                        | Tato                              | Reparto                | Caracol Television          |

## Cine
| Año  | Título                 | Personaje | Director              | Empresa Productora                    |
| ---- | ---------------------- | --------- | --------------------- | ------------------------------------- |
| 2011 | Lecciones para un Beso | Alejandro | Juan Pablo Bustamante | Talleres Uchawi / RCN Cine / E-nnovva |
| 2007 | Buscando a Miguel      | Miguel    | Juan Fischer          | -                                     |
| 2005 | La Voz de las Alas     | Lázaro    | Jorge Echeverri       | -                                     |

## Premios y nominaciones
| Año  | Categoría                             | Telenovela/Serie | Resultado |
| ---- | ------------------------------------- | ---------------- | --------- |
| 2016 | Mejor actor protagónico de telenovela | Dulce amor       | Nominado  |

### Otros premios
| Año | Premio                                | Categoría            | Producción    | Resultado |
| --- | ------------------------------------- | -------------------- | ------------- | --------- |
|     | Premio Revista Telenovelas (Bulgaria) | Mejor Actor Infantil | Sin Vergüenza | Ganador   |
|     | Premio Revista Telenovelas (Bulgaria) | Mejor Actor Infantil | Victoria      | Ganador   |

## Música
- Gala de Factor XS invitado especial con canción “Hay un cuento”, de Floricienta.
- Voz principal de producciones infantiles RCN / Estudios de Koppel y Tedeschi y de Fernando Garavito.
- Voz principal de canciones navideñas de RCN.

## Publicidad
- Más de sesenta comerciales publicitarios e institucionales de TV; Catálogos, Fotos y Campañas publicitarias entre 1995 y 2011.[2]